# راسل کراوس
راسل کراوس (انگلیسی: Russel Crouse؛ ‏ ۲۰ فوریهٔ ۱۸۹۳ – ۳ آوریل ۱۹۶۶) نویسنده اهل ایالات متحده آمریکا بود.
از فیلم‌هایی که وی در آن نقش داشته است می‌توان به ویکتور هربرت بزرگ  اشاره کرد.